# Coach K Basketball
Coach K Basketball est un jeu vidéo de basket-ball sorti en 1995 sur Mega Drive. Le jeu a été développé par Hitmen Productions  et édité par EA Sports.